# Гайреттепе (станція метро)
41°04′09″ пн. ш. 29°00′41″ сх. д. / 41.069136778731° пн. ш. 29.011378147328° сх. д.
Гайреттепе́ (тур. Gayrettepe) - станція лінії М2 Стамбульського метрополітену. Відкрита 16 вересня 2000
Розташована у центрально-східній частині району Шишлі під авеню Бююкдере на південь від Левенту.
Конструкція: трипрогінна станція мілкого закладення з однією острівною платформою.
Пересадка: лінія метро М11 Стамбульського метрополітену, що прямує до Аеропорту Стамбул і далі.
Пересадки:
- Лінія метро: М11.

- Метробус: 34, 34A, 34G, 34Z, 34AS, 34BZ
- Автобуси: 25G, 27E, 27SE, 27T, 29, 29A, 29C, 29D, 29İ, 29P, 29Ş, 30A, 30M, 36L, 40B, 41AT, 41E, 42, 42M, 42Z, 43R, 49Z, 58A, 58N, 58S, 58UL, 59A, 59B, 59CH, 59K, 59N, 59R, 59S, 59UÇ, 64Ç, 65G, 121A, 121B, 121BS, 122B, 122C, 122D, 122M, 122Y, 202, 251, 252, 256, 500A, 522, 522ST, 599C, 622, DT1, DT2, U1, U2
- Маршрутки: Бешикташ — Сариєр, Бешикташ — Тараб'я, Зинджирлікую — Аязага, Зинджирлікую — Бахчекьой, Зинджирлікую — Полігон-махаллесі, Зинджирлікую — Пинар-махаллесі, Зинджирлікую — Вадістанбул

## Пам'ятки поруч
- Асторія АВМ[tr]
- Мечеть Хаджі Німет Озден
- Maya Center
- Tat Towers
- Torun Tower[tr]
- Зорлу-центр[tr]

| Попередня станція               | Лінія | Лінія                           | Лінія | Наступна станція     |
| ------------------------------- | ----- | ------------------------------- | ----- | -------------------- |
| Шишлі — Меджидієкьой до Єнікапи |       | M2 (Стамбульський метрополітен) |       | Левент до Хаджиосман |